# El Milagro, Puebla
El Milagro är en ort i Mexiko.   Den ligger i kommunen Xiutetelco och delstaten Puebla, i den sydöstra delen av landet, 200 km öster om huvudstaden Mexico City. El Milagro ligger 1 471 meter över havet och antalet invånare är 196.
Terrängen runt El Milagro är bergig. Runt El Milagro är det ganska tätbefolkat, med 160 invånare per kvadratkilometer. Närmaste större samhälle är Teziutlan, 7,9 km sydväst om El Milagro. I omgivningarna runt El Milagro växer i huvudsak städsegrön lövskog.